# Live Like A Man (Die As A God)
A Live Like A Man (Die As A God) a Stereochrist második albuma. A lemez 2006 júliusában jelent meg. A lemez megjelenését követően folyamatosan koncerteztek itthon és külföldön is.

## Számok listája
|     | Cím                            | Hossz |
| --- | ------------------------------ | ----- |
| 1.  | Vox Christi (Intro)            | 0:50  |
| 2.  | Destroying Ruins               | 4:06  |
| 3.  | Getting Over Seven Years       | 3:01  |
| 4.  | Eyes Burnt Out                 | 5:33  |
| 5.  | Swamp Inside                   | 3:56  |
| 6.  | Awakening                      | 3:45  |
| 7.  | Good Old Way                   | 4:54  |
| 8.  | Ghosts of a Culture's Pride    | 4:00  |
| 9.  | Live like a Man (Die as a God) | 3:28  |
| 10. | Chemically Ruled               | 4:16  |
| 11. | Ride Blind                     | 5:30  |
| 12. | Bury Me in Smoke (Down cover)  | 6:26  |

## Közreműködők
Makó Dávid - ének
 Hegyi Kolos - gitár
 Megyesi Balázs - basszusgitár
 Kludovácz Csaba - dob